# Lexington Steele
Lexington Steele (født 28. november 1969 i New Jersey) er en afro-amerikansk pornostjerne. Berømmelsen må for en stor del tilskrives hans  penis, som skulle være ca. 25 cm (10") i erigeret tilstand. Han har bl.a. indspillet film med: Kylie Ireland, Monica Sweethart og Sylvia Saint.
Har været med i et væld af Gonzo-produktioner som skuespiller, men har på det seneste også taget instruktør-kasketten på.